# عمالقة بوتسدام

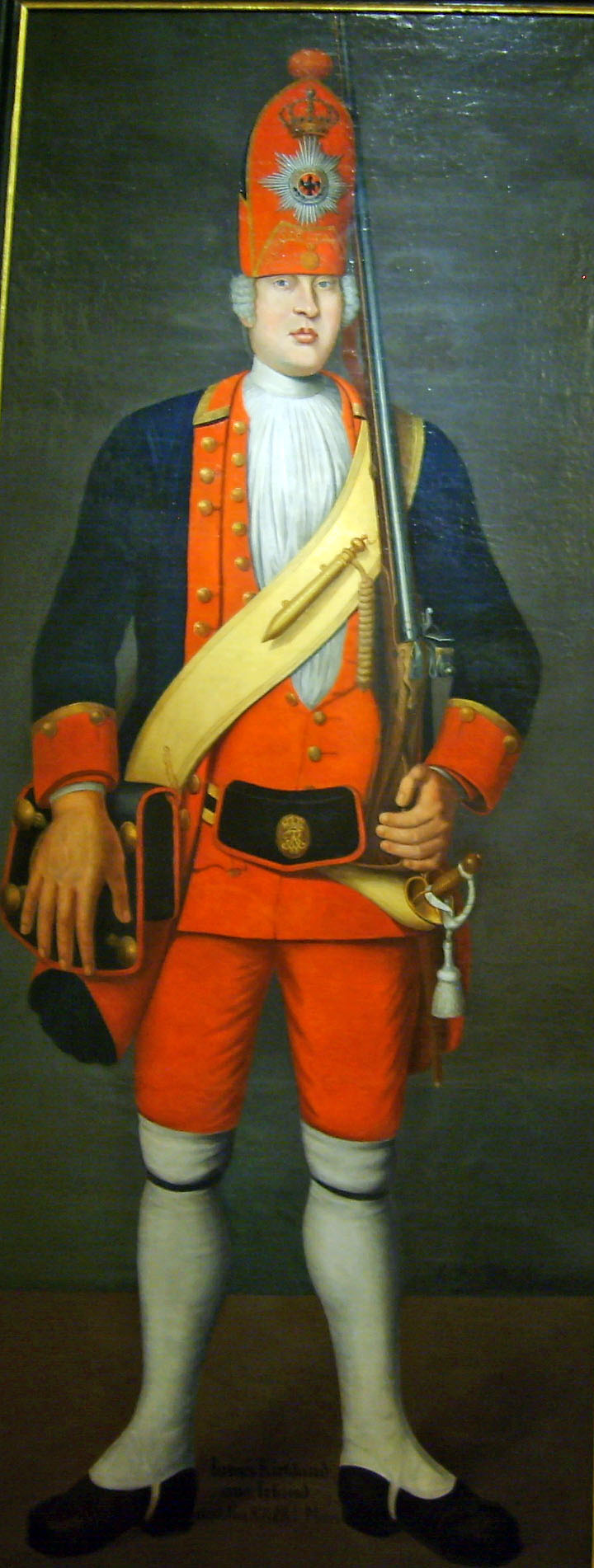
جزيرة أيرلندا James Kirkland w barwach Lange Kerls

عمالقة بوتسدام هو فوج المشاة البروسي رقم 6، يتألف من جنود قامتهم أعلى من متوسط قامة الجنود. تأسس الفوج في سنة 1675 وحـُل في سنة 1806 بعد هزيمة نابليون للبروسيين. طوال فترة حكم الملك البروسي فريدريش فيلهلم الأول (1688-1740) كان يعرف وحدة باسم «حارس بوتسدام العملاق» (Potsdamer Riesengarde)، ولكن السكان البروس سرعان ما لقبوهم ب«الرجال الطوال» (Lange Kerls).